# 幸手郵便局
幸手郵便局（さってゆうびんきょく）は埼玉県幸手市にある郵便局。民営化前の分類では集配普通郵便局であった。

## 概要
住所：〒340-0199 埼玉県幸手市東二丁目24番8号

## 沿革
- 1872年8月4日（明治5年7月1日） - 幸手郵便取扱所として開設[1]。
- 1873年（明治6年） - 幸手郵便役所となる。
- 1875年（明治8年）1月1日 - 幸手郵便局（四等）となる。同年10月2日より為替取扱を開始。
- 1879年（明治12年）1月28日 - 貯金取扱を開始。
- 1892年（明治25年）2月16日 - 幸手郵便電信局となる。
- 1903年（明治36年）4月1日 - 通信官署官制の施行に伴い幸手郵便局となる。
- 1956年（昭和31年）12月15日 - 八代郵便局から電話交換事務の取扱を移管[2]。
- 1957年（昭和32年）9月16日 - 電気通信業務の取扱を幸手電報電話局に移管。
- 1972年（昭和47年）4月10日 - 特定郵便局から普通郵便局に局種別改定。
- 1973年（昭和48年）12月3日 - 北葛飾郡幸手町中四丁目から同町大字幸手字新田裏に移転。
- 2000年（平成12年）8月14日 - 外国通貨の両替および旅行小切手の売買に関する業務取扱を開始。
- 2007年（平成19年）10月1日 - 民営化に伴い、併設された郵便事業幸手支店に一部業務を移管。
- 2012年（平成24年）10月1日 - 日本郵便株式会社発足に伴い、郵便事業幸手支店を幸手郵便局に統合。

## 取扱内容
- 郵便、印紙、ゆうパック、チルドゆうパック、内容証明
- 貯金、為替、振替、振込、国際送金、国債、投資信託
- 生命保険、バイク自賠責保険、自動車保険、がん保険、引受条件緩和型医療保険、変額年金保険
- ゆうちょ銀行ATM
- 幸手市内の集配業務
- ゆうゆう窓口

## 風景印
- 表記は『幸手』
- 図案は『権現堂堤』

## 周辺
- 幸手市役所
- 埼玉東部消防組合幸手消防署
- 埼玉みずほ農業協同組合本店・幸手支店
- 幸手市立幸手小学校
- 国道4号

## アクセス
- 東武日光線 幸手駅（東口）から徒歩約13分
- 幸手市内循環バス[東Aコース] JA幸手支店前（幸手郵便局入口）停留所下車
- 首都圏中央連絡自動車道 幸手ICから西へ約2km
- 駐車場あり：15台